# Martin Hammerich

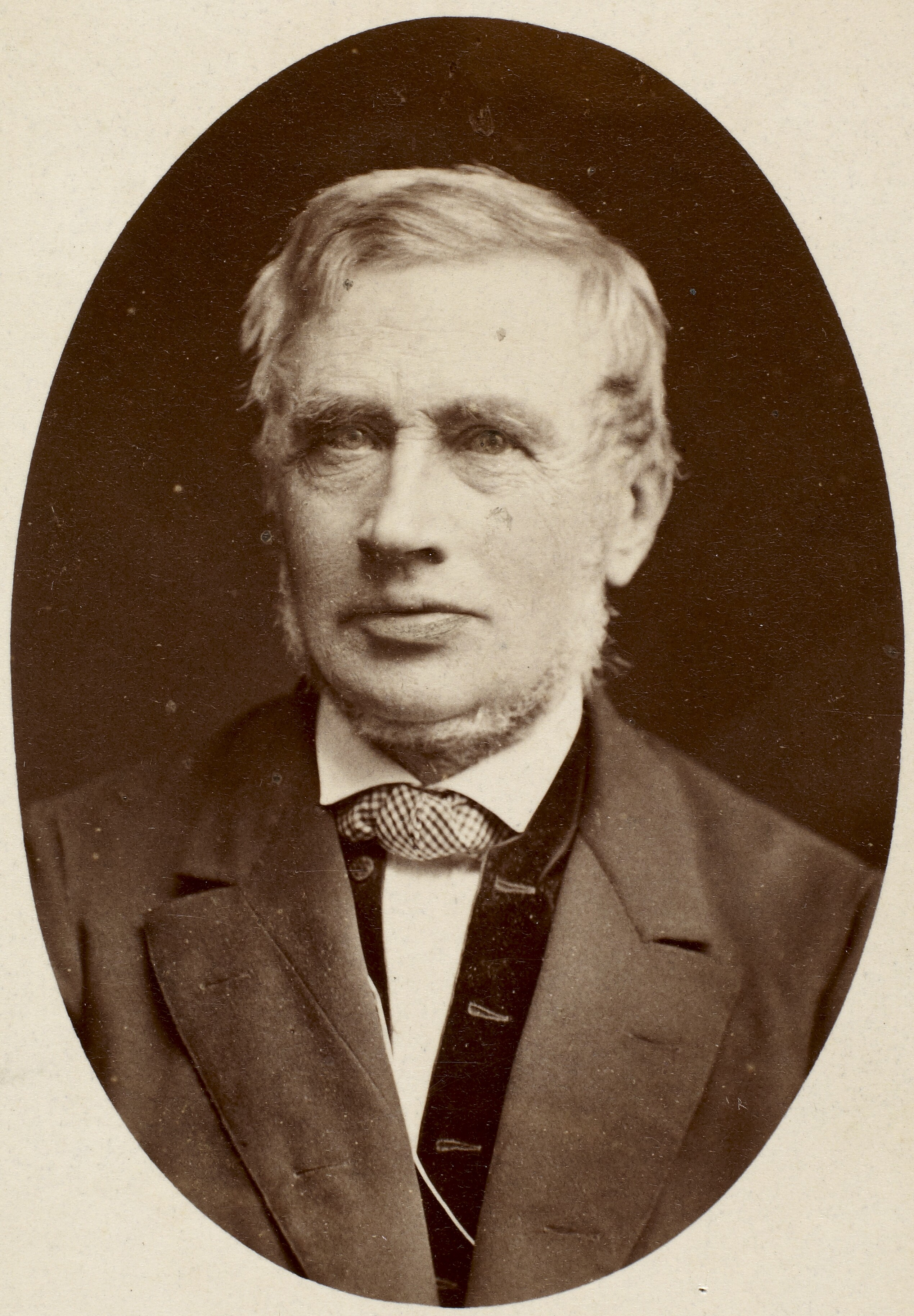
Martin Hammerich

Martin Johannes Hammerich (* 4. Dezember 1811 in Kopenhagen; † 20. September 1881 in Iselingen bei Vordingborg) war ein dänischer Lehrer und Autor.

## Leben
Hammerichs Eltern waren der Großhändler und spätere Handelsvertreter Johannes Hammerich und dessen Frau Meta Adolph, eine Bauerntochter aus Sønderjylland. 1841 heiratete er Anna Mathea Aagaard, die Tochter von Assessor Holger Halling Aagaard, dem Iselingen bei Vordingborg gehörte.
Zunächst ging er auf die Borgerdydskole in Christianshavn. 1828 begann er sein Studium in Theologie und legte 1833 das Examen ab. Daneben hörte er Vorlesungen über Mythologie und Philologie, unter anderem über Sanskrit. 1831 bis 1834 war er Lehrer an der Borgerdydskole. 1836 wurde er Magister mit der Abhandlung Om Ragnaroksmythen og dens Betydning i den oldnordiske Religion (Über den Ragnaröksmythos und dessen Bedeutung in der altnordischen Religion). Es war die erste Magisterabhandlung in dänischer Sprache, da er darauf bestand, dass über ein altnordisches Thema nicht in lateinischer Sprache geschrieben werden könne.
Danach reiste er nach Deutschland, Holland und England. In Bonn und Oxford setzte er seine Sanskrit-Studien fort. 1838 reiste er nach Frankreich, der Schweiz, nach Italien und Griechenland, wo er sich besonders mit der antiken Kunst befasste. Nach dem Tode Frederiks VI. 1839 gründete er den liberalen „Studentersamfund“ (Studentenverband), wurde dessen Vorsitzender. Er trat, kurz bevor dieser 1840 vom Konsistorium aufgelöst wurde, zurück. Gleichzeitig hielt er Vorlesungen über Sanskrit und war von 1841 bis 1844 Dozent für dieses Fach. In dieser Zeit verfasste er eine Übersetzung des Shakuntala von Kalidasa, die 1845 (3. Auflage 1879) erschien.
1842 wurde er Rektor der Borgerdydskole und widmete sich, nachdem er seine Lehrtätigkeit an der Universität aufgegeben hatte, die nächsten 25 Jahre dieser Schule. 1852 wurde er Titularprofessor. Mit der Schulreform von 1850 wurde die Eingangsprüfung in die Universität durch eine Abgangsprüfung an den Schulen ersetzt, die 1864 neu geordnet wurde. Auf diese ganze Entwicklung nahm Hammerich bedeutenden Einfluss, sowohl als Mitglied vieler Kommissionen, als auch durch seine zahlreichen Schriften. Er führte seine Schule zu großer Blüte. Er ließ Lehrern und Schülern mehr Freiheiten als bis dahin üblich und förderte die Eigenverantwortlichkeit der Schüler. Er wirkte der Einseitigkeit der Fachlehrer entgegen und praktizierte selbst im Unterricht der Dänischen Sprache in den Oberklassen seine Forderung nach Geist und Inhalt in der schriftlichen Ausarbeitung und im mündlichen Vortrag, noch vor der Grammatik. In Übereinstimmung mit dem Geist der Zeit verlangte er Unterricht in Altnordisch und Schwedisch, bekämpfte den „Deutschen Stil“ und betonte die Bedeutung der klassischen Sprachen.
Er hatte in seinem Haus einen Zirkel gebildeter Leute um sich. Als sein Schwiegervater starb, gab er sein Rektorat auf und widmete sich in Iselingen privaten Studien. Am 20. September 1881 starb er an einem Schlaganfall.